# William Nyuon Bany
William Nyuon Bany (gest. 13. Januar 1996) war ein Politiker im Süden des Sudan (heute: Südsudan) und einer der Gründer der Sudan People’s Liberation Army (SPLA). Er wurde auf die dritte Stelle in der Führung nach John Garang und Kerubino Kuanyin Bol berufen. In seiner Zeit als Kommandant der SPLA lebte er in Itang, einer kleinen äthiopischen Stadt in der Region Gambela. Im September 1992 lief er über von der SPLA zu einer anderen Faction unter Riek Machar, kehrte aber wieder zur SPLA zurück, bevor er am 13. Januar 1996 ermordet wurde.

## Leben
Bany war ein Nuer aus Greater Fangak im Süden des Sudan. Er sprach Nuer, Arabisch, Amharisch und etwas Englisch.

### Militär
Als der Krieg in einer Stadt der Region Bor ausbrach, diente Bany als Major in der Sudanesischen Armee in Ayod. Er diente als Kommandant, bevor er 1983 eine Rebellion anzettelte.
Bany und Kerubino Kuanyin Bol waren Gründungsmitglieder der SPLA, bevor John Garang zu ihnen stieß. Bany wurde zum dritthöchsten Kommandanten nach Bol. Kommandant Salva Kiir Mayardit wurde der vierte Rang zugeteilt. Bany war zudem Chef des Stabes. Diese Position übernahm später Kommandant Paul Malong Awan.

### SPLA-Dissens
Im August 1991 gab es eine Spaltung zwischen der SPLM/A-Torit-Faction und der SPLA-Nasir, unter Lam Akol Ajawin. Die Anhänger der SPLA-Nasir beschuldigten Garang, eine Gewaltherrschaft zu führen, in einem „diktatorischen Regime des Terrors“ („dictatorial reign of terror“); doch wahrscheinlich waren auch ethnische Rivalitäten ein Grund. Die Nasir-Faction bestand nämlich hauptsächlich aus Nuer und Garangs Unterstützer waren vor allem Dinka. Monatelange Kämpfe zwischen den beiden Factionen forderten 1992 tausende Todesopfer. Die SPLA-Nasir verfocht zudem die Idee eines unabhängigen Südens, während Garang für die staatliche Einheit eintrat.
Am 10. Mai 1992 wurde Bany vom Vorsitzenden der Independent National Electoral Commission (INEC) unter dem nigerianischen Präsident Ibrahim Babangida in Abuja aufgesucht, um die Notwendigkeit einer Vereinigung der beiden Delegationen zu diskutieren. Eine Vereinbarung wurde am nächsten Tag unterzeichnet, das so genannte Abuja II Peace Agreement.

### Austritt aus der SPLA
Am 14. September 1992 verkündete Bany, der zu der Zeit Deputy Commander-in-Chief der SPLA und Deputy Chairman der Sudanesischen Volksbefreiungsbewegung (SPLM) war, dass er die SPLA verlassen werde. Es wird behauptet, dass ihm aus Khartum Geld angeboten worden sei. Bany verließ das Hauptquartier der SPLA in Pageri, floh aus dem Territorium, welches von Garang kontrolliert wurde und formte eine weitere Fraktion, die Forces of Unity. Am folgenden Tag wurde Kommandant Salva Kiir zum Chief of Staff in Banys alter Position, sowie Deputy Commander-in-Chief und Deputy Chairman eingesetzt.
Banys Einheiten wurden im Oktober 1993 besiegt und er zog sich nach Lafon zurück, wo er sich mit Einheiten zusammenschloss von Riek Machar und Lam Akol, welcher im August 1991 einen Umsturzversuch unternommen hatte und einen ethnischen Bürgerkrieg innerhalb der SPLA in der Region Nasir mit schweren Verlusten unter der Zivilbevölkerung ausgelöst hatte. Kämpfe dauerten in der  Gegend von Lafon an zwischen der SPLA und Machars und Banys Gruppe. Kinder wurden als Kindersoldaten in verschiedenen Einheiten gezwungen und eine Gruppe von Jungen von Nuer wurden unter dem Versprechen, ihnen eine Ausbildung zu ermöglichen, aus ihren Familien gelockt, nur um in einem Militär-Camp von Bany in Magire in Eastern Equatoria zu stranden. Die Kämpfe dauerten auch noch 1993 und 1994 an.

### SPLA-United
Eine dritte Faction, die so genannte Kerubino Group, wurde im Februar 1993 geformt, nachdem Bol und mehrere andere aus einem Gefängnis von Garang fliehen konnten. Am 5. April 1993 verkündeten die drei Rebellen-Factionen in einer Pressekonferenz in Nairobi, dass sie eine Koalition begründen wollten, die so genannte „Sudanese People’s Liberation Army-United“ (SPLA-United), welche auch eine Reihe von früheren Funktionäre von Garang und andere aus dem Süden umfasste.
Anfang 1994 stimmte die SPLA-United unter starkem internen und internationalen Druck aufgrund von schweren Verlusten und Erschöpfung durch Hungersnot einer Feuerpause zu in welcher Garang auch einer Selbstbestimmung für den Süden zustimmte. Die Idee war inzwischen populär geworden. Die Rivalität zwischen Machar und Garang in der SPLA-United in ihren jeweiligen Führungsrollen blieb jedoch bestehen. Im April 1994 wurde eine Konferenz mit 500 Delegierten einberufen (die erste seit 1983), um Garangs Führung zu unterstützen und zu festigen gegenüber der SPLA-United. Im Juli 1994 wurde Bany zum Kommandant der SPLA-United an dritter Stelle nach Riek Machar und Bol bestimmt.

### Rückkehr zur SPLA
Anfang 1995 trennte sich Machar (Nasir faction) um das Southern Sudan Independence Movement (SSIM) zu gründen. Diese Faction wurde am 11./12. März 1995 ausgerufen. Bany wurde aus der SPLA-United geworfen aufgrund der angeblichen Kollaboration mit Khartum, er unterstützte nämlich die pro-Garang-Haltung in der SSIM, aber später gingen doch auch beide Gruppen dazu über Einheit zu unterstützen. Machar führte eine anti-SPLA-Faction, während Bany eine pro-SPLA-Faction innerhalb der SSIM anführte. Am 31. März 1995 überredete eine Gruppe of junger Offiziere Bany sich der SPLA wieder anzuschließen und es wurde Kontakt zwischen Garang und Kiir hergestellt. Am 27. April 1995 wurde die „Lafon Declaration“ veröffentlicht, in welcher Banys Rückkehr zur SPLA/M verkündet wurde. Einige Wochen später entschuldigte Bany sich für seine Taten und drückte seine Dankbarkeit aus, dass Kommandant Salva Kiir seine Position als Stellvertreter aufgegeben hatte, damit Bany seine alten Aufgaben wieder aufnehmen konnte. Er kehrte zurück und kämpfte energisch für die SPLA/M.
Ein Artikel im Journal Sudan Update des Africa Center der University of Pennsylvania berichtete im Mai 1995, dass Bany, der zuvor durch Machar, den Anführer der SSIM/A gefeuert worden war, im März 1995 „mit zehn gepanzerten Fahrzeugen zur Rettung aus der Regierungsgarnison in Magiri geschickt wurde“ („was sent out from the government garrison at Magiri with ten armoured vehicles to rescue the captured convoy, but instead joined forces with the rebels“). Mit dem erbeuteten Konvoi, schloss er sich aber stattdessen mit den Rebellen zusammen. Er und Bol, die ebenfalls entlassen worden waren, wurden wieder in ihre Positionen eingesetzt. Es verwies auf „persönliche Feindseligkeiten“ unter den Anführern und das Versäumnis, Stammesfehden unter Kontrolle zu bringen, was die Wirksamkeit der Rebellenkräfte beeinträchtigt habe. Bol, Bany und Arok Thon Arok hatten zu verschiedenen Zeiten mit Regierungstruppen zusammengearbeitet, was zu Vorwürfen des Verrats führte.
Im April 1996 unterzeichneten SSIM und SPLA-United eine Vereinbarung mit der Sudanesischen Regierung, welche die damaligen Grenzen des Landes einverstanden seien. Das bedeutet, sie forderten keinen unabhängigen Süden.

## Tod
The National Courier berichtete, dass Bany durch Einheiten von Machar am 13. Januar 1996 bei Gul getötet.

## Familie und Vermächtnis
Bany hinterlässt eine Anzahl von Witwen und Kinder (die meisten von ihnen leben in den Vereinigten Staaten). Eine seiner Witwen, Abuoch, war eine Sprecheri während der Martyr’s Day Celebrations in Juba 2012, in Anwesenheit von Salva Kiir.
Salva Kiir heiratete eine von Banys Töchtern, Aluel William Nyuon Bany, in einer traditionellen Hochzeitszeremonie 2004. Das führte zu öffentlichen Streitereien zwischen ihr und Kiirs ältester Tochter, Christina Adut Nardes.
Eine der Töchter ist Nyadol Nyuon, eine prominente Anwältin und Menschenrechtsanwältin in Melbourne, Australien.
Eine seiner Töchter, Nyagoa Nyuon, kehrte nach 10 Jahren in den Vereinigten Staaten in den Südsudan zurück. 2013 war sie Mitbegründerin der William Nyuon Bany Foundation, welche Programme zur Ausbildung von Kindern organisiert und sich auf „Verbesserung der Gesundheit und der Lebensumstände der Gemeinschaften und die Ausbildung von Jugendlichen mit Führungskapazitäten für ein wohlhabendes Land“ konzentriert („improving the health and livelihoods of the communities and building the leadership capacity youth for a prosperous country“).
Einer seiner Söhne ist Mabok William Nyuon.
Eine Konferenzhalle im South Sudan State House wurde nach Bany benannt.